# بوب سيمونز
بوب سيمونز (بالإنجليزية: Bob Simmons)‏ هو لاعب كرة قدم أمريكية أمريكي، ولد في 13 يونيو 1948 في ليفينغستن في الولايات المتحدة.